# 近畿日本ツーリスト沖縄
株式会社近畿日本ツーリスト沖縄（きんきにっぽんツーリストおきなわ）は、沖縄県那覇市に本社を置く日本の旅行会社で、KNT-CTホールディングスの一社。

## 概要
沖縄県における個人・団体旅行の取扱いのほか、地域密着の観点から、国内外から沖縄県を訪問する観光客を対象に、オプショナルツアーや各種観光、離島観光、クルーズ、ダイビング、ゴルフ、エステ、レンタカー、観光タクシー、教育旅行などの旅行商品の開発・運営を行っている。
また、那覇空港や石垣港、ホテルなどの送迎業務や添乗員の派遣業務等も受託している。

## 沿革
- 1991年（平成3年） - 株式会社近畿日本ツーリスト沖縄として設立。

## 主な系列会社
- 近畿日本ツーリスト株式会社
- クラブツーリズム株式会社